# Simfonia núm. 4 (Gerhard)
La Simfonia núm. 4, titulada “New York” per l'autor, és la darrera simfonia del compositor català Robert Gerhard i Ottenwaelder, la qual fou escrita el 1967 per encàrrec de l'Orquestra Filharmònica de Nova York en commemoració de la seva 125a temporada. La première va ser dirigida per William Steinberg. Robert Gerhard esperava que la dirigís Leonard Bernstein, tal com ho va fer en l'estrena de la seva primera simfonia, però no va poder ser així.

## Composició
El compositor va compondre les primeres notes a la seva residència a Cambridge, Regne Unit, el novembre de 1966, i les últimes durant l'octubre de 1967. Va haver de interrompre la creació de la simfonia durant sis setmanes de l'estiu per motius de salut, ja que va estar ingressat a l'hospital per problemes de cor. No va poder assistir a l'estrena de l'obra, també per malaltia. Un any després, Gerhard revisà la partitura per a l'estrena a Europa, sota la batuta del director hongarès Antal Doráti.

Robert Gerhard

## Estructura
La simfonia s'organitza en tretze moviments que es toquen sense cap pausa entre ells.
1. Andante
2. Poco rallentando
3. Molto vivace, con impeto
4. Meno mosso
5. Subito allegro
6. Flessible
7. Sense indicació de moviment
8. Scherzo
9. Moderato
10. Deciso
11. Allegro con moto
12. Sense indicació de moviment
13. Sense indicació de moviment

## Anàlisi
Aquesta simfonia combina l'escriptura més radical i experimental del compositor, basada en la tècnica dodecafònica dels dotze tons que va aprendre amb el compositor Arnold Schönberg a Viena, amb influències de músiques populars de la seva Catalunya natal. És una simfonia molt poderosa que segueix el camí del Concert per a orquestra (1965). En molts aspectes, aquesta quarta simfonia és també un concert per a orquestra, ja que la partitura conté un dels nivells més alts de virtuosisme exigit per una obra simfònica.

### Relació amb el folklore català
Durant l'obra, trobem petits fragments de melodies tradicionals, les quals tenen un rol molt rellevant en l'estructura de la peça. Passatges d'instruments de corda en la música, espinosos i staccato, donen un teló de fons per a què els oboès i les trompetes entonin la primera indicació d'una cançó folklòrica, Ia qual serà molt important més endavant. Aquests són interromputs ràpidament pels instruments de corda, que assumeixen la forma d'una guitarra gegantina i que competeixen amb metalls brillants, per atreure l'oïda de l'oient. Un “so blanc”, fruit dels harmònics de la secció de corda, serveix com a transició entre els passatges percutius. Cada vegada la música va guanyant velocitat, i el compositor presenta una nota que ens sorprèn, com si en aquell moment ens dibuixés una pintura surrealista. Les últimes cinc notes de la peça tenen molta intensitat, provinents, d'un augment rítmic protagonitzat pels trombons. Un glissandi en el timbal dona lloc a una secció creada per una acció en “càmera lenta”. Seguidament, trobem un duet d'oboès que ens recorda a una melodia tradicional catalana, El cotiló; un registre en l'oboè triat especialment per a imitar el so de la gralla o la tenora. Llavors, aquesta activitat frenètica és aturada per les cinc notes cadencials que s'han esmentat anteriorment.
La melodia d'aquesta cançó tingué una càrrega emocional molt important per a Gerhard. Ja l'havia utilitzat en el primer i l'últim moviment de la seva primera simfonia (“Pedrelliana”). La cançó parla d'un home condemnat a presó. El passatge de la simfonia Nova York en el qual trobem aquesta melodia no hi era en la primera versió, la va afegir a posteriori. La secció conclusiva organitza els diferents motius destacats de manera compacta i, al final, la música pateix un tall violent que enllesteix l'obra del compositor català.

## Instrumentació
La plantilla orquestral és considerablement més gran que en les seves simfonies prèvies i el seu Concert per a orquestra (1963): les fustes són a quatre, la secció de metalls està ampliada per incloure sis trompes, quatre trompetes, quatre trombons i una tuba, i conté una secció de percussió molt gran, que requereix almenys quatre intèrprets.
L'orquestra està formada per: 4 flautes (la 3a i la 4a doblant piccolos), 4 oboès, 4 clarinets en la, 3 fagots, 1 contrafagot, 6 trompes, 4 trompetes en do, 3 trombons, 1 trombó baix, 1 tuba, 2 arpes, celesta, piano, 4 timbales, percussió i corda.
La secció de percussió és molt àmplia. Gerhard dona la indicació de fer servir quatre percussionistes, i distribuir els instruments de la següent forma:
Intèrpret 1: glockenspiel, 2 plats suspesos, 2 caixes xineses, 2 panderetes i un parell de plats antics.
Intèrpret 2: vibràfon, 2 plats suspesos, 2 timbales llatinoamericanes, 1 caixa sense bordons, 2 panderetes, 1 triangle, 2 caixes xineses, 1 tam-tam xinés gran i una caixa.
Intèrpret 3: xilòfon, 2 plats supesos, 3 tom-toms xinesos, 1 pandereta, 1 caixa xinesa, bastons i una campana tubular.
Intèrpret 4: marimba, 2 plats suspesos, 1 tam-tam gran, un set d'11 campanes tubulars, 2 caixes coreanes (mokugyo), 1 pandereta, 1 caixa xinesa i 1 bombo.

## Enregistraments
- Colin Davis dirigint l'Orquestra Simfònica de la BBC (2008). Lyrita.
- Matthias Bamert dirigint l'Orquestra Simfònica de la BBC (1999). Chandos.
- Victor Pablo Pérez dirigint l'Orquestra Simfònica de Tenerife (1996). Auvidis Montaigne.